# На лов за Червения октомври
На лов за Червения октомври е дебютният роман на Том Кланси от 1984 г. Историята проследява анализатор на ЦРУ, оглавяващ група офицери от американския флот, които трябва да вземат съветска ядрена подводница, „последна дума на техниката“ от 26 дезертиращи съветски офицери и опасните приключения на съветския капитан на подводницата Марко Александрович Рамиус и Джак Райън, анализатор на ЦРУ, бивш морски пехотинец.

## Адаптации

### Филм
По романа е създаден филм през 1990, в който участват:
- Алек Болдуин в ролята на Джак Райън
- Шон Конъри – капитан Рамиус